# Platyarachne episcopalis
Espèce
Synonymes
- Thomisus episcopalis Taczanowski, 1872

Platyarachne episcopalis est une espèce d'araignées aranéomorphes de la famille des Thomisidae.

## Distribution
Cette espèce est endémique de Guyane.

## Publication originale
- Taczanowski, 1872 : Les aranéides de la Guyane française. Horae Societatis Entomologicae Rossicae, vol. 9, p. 64-112.